# Перфоратор

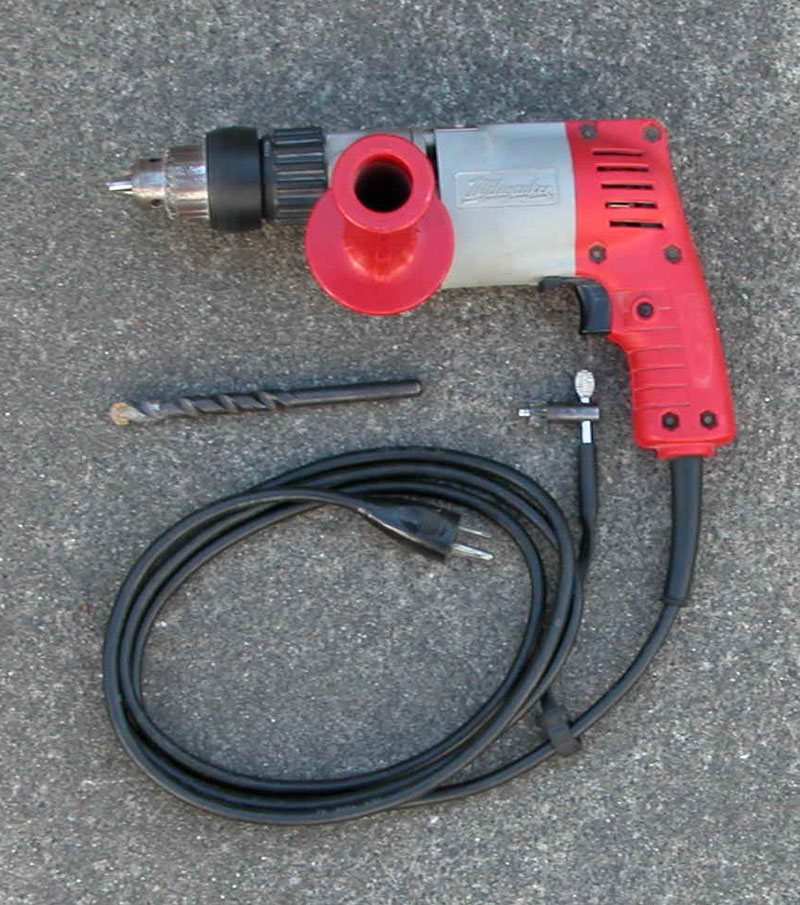
Перфоратор

Перфора́тор (англ. punch, також англ. rotary hammer, hammer drill, rock drill, percussion drill; нім. Bohrhammer m, Bohrmaschine f, Perforator m; пол. Młotowiertarka) —
1. Апарат для пробивання отворів у якому-небудь матеріалі.
2. Те ж, що й бурильний молоток. Застосовується при проходці гірничих виробок, видобутку корисних копалин, інших буровибухових роботах. Для закріплення П., подачі його у вибій та зменшення шкідливого впливу вібрацій застосовують спеціальні пристрої пневматичної підтримки та подачі.

Приклади:
1. Перфоратори телескопічні типу ПТ-38, ПТ-48А, ПТ-48К. Призначені для буріння висхідних шпурів та свердловин діаметром 36-40, 52-85 мм на глибину до 4; 10; 15 м в породах тривкістю 20 одиниць за шкалою Протодьяконова.
2. Перфоратори типу ПП-50В1 для буріння шпурів діаметром 36-40 мм і глибиною до 3 м.

## Перфоратор свердлильний
Перфоратор свердлильний (англ. borehole drilling perforator[що?]; нім. Bohrperforator m) — перфоратор, призначений для просвердлювання отворів у експлуатаційній колоні і опускається у свердловину на каротажному кабелі. Доцільна галузь застосування — розкриття окремих продуктивних пропластків у шаруватому пласті за наявності в ньому водонасичених пропластків.
За допомогою різних базових класів перфораторів, таких як легкі, середні та важкі, можна обробляти різні отвори, як свердлом, так і буром. Ударна функція таких перфораторів здійснюється і визначається пневматичним способом. Цей бур закріплюється у визначеному і спеціальному патроні, що виключає прослизання, і забезпечує оперативну та швидку заміну. Це все в свою чергу забезпечує високу стійкість і швидкість проходження та максимальну надійність.